# Lightbox (site)
Lightbox é um site na plataforma Android que permite aos usuários postar imagens, textos, links, e muito mais para o seu blog de imagens pessoais. 

## História
Fundada pelo tailandês Tran  (ex-gerente de produção do Google e YouTube) e Nilesh Patel,  Lightbox recebeu US $ 1,1 milhões em financiamento de sementes do índice, Accel, Angel SV, 500 Startups, e outros.
Em 12 de dezembro de 2011, Luz lançou sua versão 2.0. Neste momento, Tran anunciou que o Android app estava se aproximando de 1 milhão de downloads.
Em 15 de maio de 2012, equipe Lightbox.com foi adquirida pelo Facebook. 

## Prêmios
- Em outubro de 2011, PC World listado Lightbox no número 72 na PC World 100 Melhores Produtos de 2011. [6][7]